# 2005년 칸 영화제
제58회 칸 영화제는 2005년 5월 11일부터 2005년 5월 22일까지 열린 영화제이다. 사회자는 Ceile De France이다.

## 수상

### 황금종려상
- 더 차일드 - 뤽 다르덴 수상
- 더 차일드 - 장 피에르 다르덴 수상
- 최호적시광 - 후효현
- 브로큰 플라워 - 짐 자무쉬
- 히든 - 미카엘 하네케
- 천국의 전쟁 - 카를로스 레이가다스
- 극장전 - 홍상수
- 프리 존 - 아모스 기타이
- 폭력의 역사 - 데이빗 크로넨버그
- 라스트 데이즈 - 구스 반 산트
- 레밍 - 도미니트 몰
- 만덜레이 - 라스 폰 트리에
- 베이싱 - 코바야시 마사히로
- 씬 시티 - 프랭크 밀러
- 씬 시티 - 로버트 로드리게즈
- 스위트 룸 - 아톰 에고이안
- 나그네 - 이고르 스트렘비트스키

### 심사위원대상
- 브로큰 플라워 - 짐 자무쉬 수상

### 감독상
- 히든 - 미카엘 하네케 수상

### 각본상
- 멜키아데스 에스트라다의 세번의 장례식 - 길예르모 아리아가 수상

### 여우주연상
- 프리 존 - 한나 라즐로 수상

### 남우주연상
- 멜키아데스 에스트라다의 세번의 장례식 - 토미리존스 수상

### 특별 언급
- 클라라 - 반 소베린 수상

### 황금카메라상
- 미 앤 유 앤 에브리원 - 미란다 줄라이 수상
- 버려진 땅 - 비무크치 자야선다라 수상

### 국제비평가협회상
- 주먹이 운다 - 류승완 수상